# Fredrik Böök

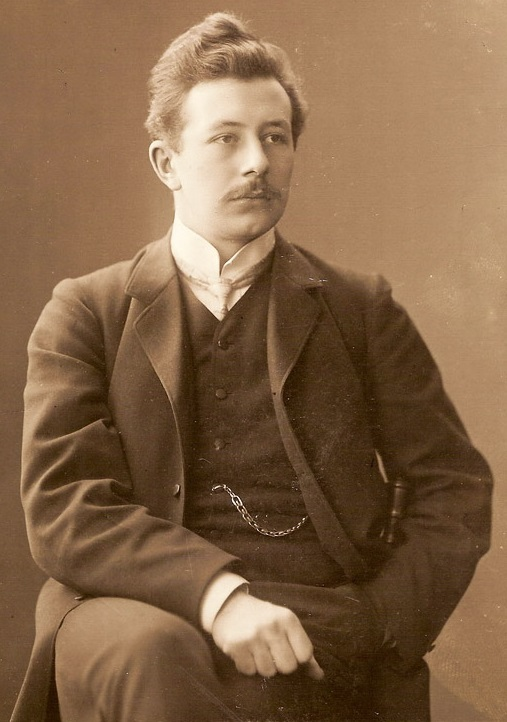
Fredrik Böök

Martin Fredrik Böök (Kristianstad, 12 mei 1883 - Kopenhagen, 2 december 1961) was een Zweeds hoogleraar literatuurhistorie aan de universiteit van Lund van 1920 tot 1924, literatuurcriticus en schrijver. Hij schreef biografieën en boeken over de Zweedse literatuur. In 1907 trouwde hij met Tora Olsson. Hun zoon Klas Böök (geboren 1909) werd hoofd van de Zweedse bank en later ambassadeur.
Böök was een van de invloedrijkste Zweedse literatuurcritici. Hij gaf zijn mening over boeken voor de krant Svenska Dagbladet. In 1922 werd hij lid van de Zweedse Academie stoel nummer 10. Na de Tweede Wereldoorlog verloor Böök zijn invloedrijke rol.